# L'Étoile (Somme)
L'Étoile és un municipi francès situat al departament del Somme i a la regió dels Alts de França. L'any 2007 tenia 1.241 habitants.

## Demografia

### Població

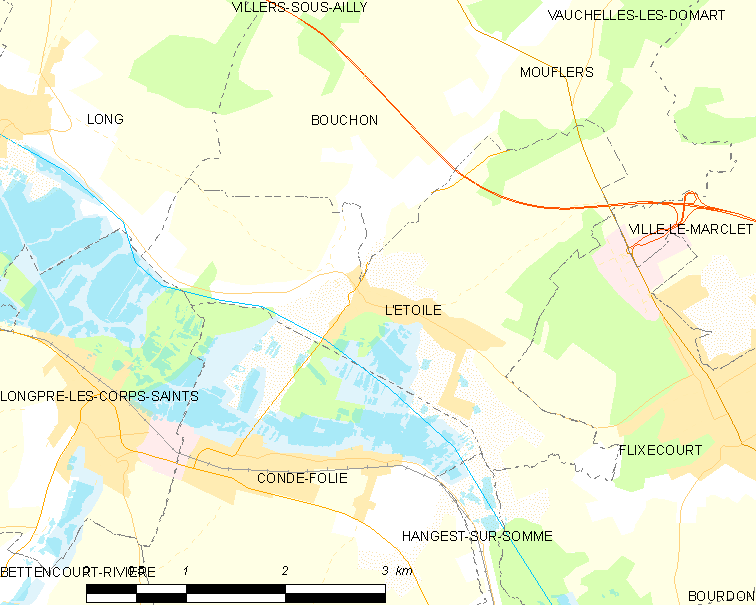

El 2007 la població de fet de L'Étoile era de 1.241 persones. Hi havia 484 famílies de les quals 128 eren unipersonals (44 homes vivint sols i 84 dones vivint soles), 136 parelles sense fills, 172 parelles amb fills i 48 famílies monoparentals amb fills.
La població ha evolucionat segons el següent gràfic:
Habitants censats

### Habitatges
El 2007 hi havia 566 habitatges, 507 eren l'habitatge principal de la família, 18 eren segones residències i 41 estaven desocupats. 551 eren cases i 10 eren apartaments. Dels 507 habitatges principals, 349 estaven ocupats pels seus propietaris, 140 estaven llogats i ocupats pels llogaters i 18 estaven cedits a títol gratuït; 4 tenien una cambra, 17 en tenien dues, 123 en tenien tres, 167 en tenien quatre i 196 en tenien cinc o més. 244 habitatges disposaven pel capbaix d'una plaça de pàrquing. A 238 habitatges hi havia un automòbil i a 163 n'hi havia dos o més.

### Piràmide de població
La piràmide de població per edats i sexe el 2009 era:
| Homes | Edats   | Dones |
| ----- | ------- | ----- |
| 0     | 95 o +  | 4     |
| 4     | 90 a 94 | 8     |
| 12    | 85 a 89 | 24    |
| 12    | 80 a 84 | 16    |
| 44    | 75 a 79 | 20    |
| 16    | 70 a 74 | 36    |
| 32    | 65 a 69 | 32    |
| 28    | 60 a 64 | 36    |
| 24    | 55 a 59 | 28    |
| 56    | 50 a 54 | 32    |
| 32    | 45 a 49 | 60    |
| 44    | 40 a 44 | 24    |
| 48    | 35 a 39 | 52    |
| 56    | 30 a 34 | 28    |
| 52    | 25 a 29 | 52    |
| 40    | 20 a 24 | 32    |
| 32    | 15 a 19 | 20    |
| 64    | 10 a 14 | 36    |
| 48    | 5 a 9   | 44    |
| 48    | 0 a 4   | 40    |

## Economia
El 2007 la població en edat de treballar era de 804 persones, 552 eren actives i 252 eren inactives. De les 552 persones actives 441 estaven ocupades (262 homes i 179 dones) i 111 estaven aturades (49 homes i 62 dones). De les 252 persones inactives 87 estaven jubilades, 56 estaven estudiant i 109 estaven classificades com a «altres inactius».

### Ingressos
El 2009 a L'Étoile hi havia 508 unitats fiscals que integraven 1.253 persones, la mediana anual d'ingressos fiscals per persona era de 14.039 €.

### Activitats econòmiques
Dels 21 establiments que hi havia el 2007, 2 eren d'empreses extractives, 1 d'una empresa alimentària, 1 d'una empresa de construcció, 5 d'empreses de comerç i reparació d'automòbils, 3 d'empreses de transport, 2 d'empreses d'hostatgeria i restauració, 2 d'empreses de serveis, 3 d'entitats de l'administració pública i 2 d'empreses classificades com a «altres activitats de serveis».
Dels 3 establiments de servei als particulars que hi havia el 2009, 1 era una oficina de correu, 1 taller de reparació d'automòbils i de material agrícola i 1 guixaire pintor.
L'únic establiment comercial que hi havia el 2009 era una fleca.
L'any 2000 a L'Étoile hi havia 4 explotacions agrícoles.

## Equipaments sanitaris i escolars
L'únic equipament sanitari que hi havia el 2009 era una farmàcia.
El 2009 hi havia una escola elemental.

## Poblacions més properes
El següent diagrama mostra les poblacions més properes.